# Stryktipset
Stryktipset är en produkt hos spelbolaget Svenska Spel som går ut på att tippa 1, X eller 2 (hemmaseger, oavgjort, bortaseger) i 13 fotbollsmatcher, främst hämtade från Sverige och England. Namnet kommer av att man från början strök de matchresultat som man inte trodde på.

## Historik
Stryktipset hade premiär den 20 oktober 1934 – då med tolv matcher och 25 öre per tippad rad. År 1969 ändrades antalet matcher till 13 och namnet på högsta vinsten byttes från tolvan till den språkligt tvivelaktiga formen trettan. År 2004 införs tillägget 13plus som senare byter namn till dubbelvinsten.
- 1934 – Premiär 20 oktober. Tolv matcher och 25 öre per tippad rad.
- 1948 – Priset höjs till 30 öre
- 1951– Priset höjs till 35 öre
- 1959 – Priset höjs till 40 öre
- 1969 – Antalet matcher ändras till 13.
- 1975 – Priset höjs till 50 öre
- 1978 – Priset höjs till 60 öre
- 1985 – Priset höjs till 1 krona.
- 2004 – Vecka 4 införs bonusspelet 13plus.
- 2004 – Vecka 38: rekordutdelning, 5 036 137 kronor på 13 rätt.
- 2006 – På hösten byter 13plus namn till Dubbelvinsten.
- 2010 – Återbetalningsprocenten höjs från 46 % till 65 %.
- 2011 – En ensam spelare med 13 rätt vinner 20,3 miljoner kronor[1] vilket även, per idag (juni 2023), är högsta vinsten som Stryktipset betalat ut.

## Spelet
Raderna fylls i på kuponger som finns hos spelombuden. Det går även att fylla i kuponger online på Svenska Spels webbplats samt på skärmar hos spelombuden. Kupongerna kan antingen fyllas i med enkelrader eller med system. Det går även att skapa egna rader med något tredjepartsprogram. Egna rader kan antingen fyllas i (oftast som enkelrader) på kuponger eller lämnas in online.
Känd slogan för stryktipset: "13 rätt är respekt".

### Systemspel
För att slippa skriva flera hundra enkelrader används system. Enklaste formen är M-systemet som byggs av spikar, halv- och helgarderingar. Det blir fort många rader med M-systemet. Lösningen på det är R- och U-systemen. Där reduceras antalet rader ur ett M-system enligt speciella regler, och dessa kallas därför reducerade system.
Tredjepartsprogram kan innehålla andra varianter av reducerade system.

### Dubbelvinsten
Dubbelvinsten, före detta 13 plus, var ett valfritt tillägg där man tippade antalet mål i första matchen. Man valde 0–1, 2, 3 eller fler än 3, och betalade 25 öre extra per tippad rad på kupongen. Rätt gav dubbel utdelning på kupongens vinstrader. Detta spel är numera borttaget.

## Vinstplan
För att vinna pengar måste man minst ha 10 av 13 rätta tippningar. Om vinstsumman per rad understiger 15 kronor uteblir utdelning, och summan överförs till nästa dragning. Detta händer ganska ofta på 10 rätt, och i enstaka fall även på 11 rätt.
Av hela spelpotten återbetalas 65 % i form av vinster.
| Antal rätt  | Vinstfördelning | Vinstchans |
| ----------- | --------------- | ---------- |
| 13          | 40 %            | 1:1594323  |
| 12          | 15 %            | 1:61320    |
| 11          | 12 %            | 1:5110     |
| 10          | 25 %            | 1:697      |
| garantifond | 8 %             | -          |
| Totalt      | 100 %           | 1:607      |

Garantifonden finns för att garantera en ensam vinnare med 13 rätt 10 miljoner kronor.

## 13-rätt-tröjan
Lyckas man pricka alla 13 rätt får man rätt att köpa Svenska Spels berömda 13-rätt-tröja. Det är en t-shirt med siffran 13 tryckt på bröstet. 